# 1000-km-Rennen auf dem Nürburgring 1988

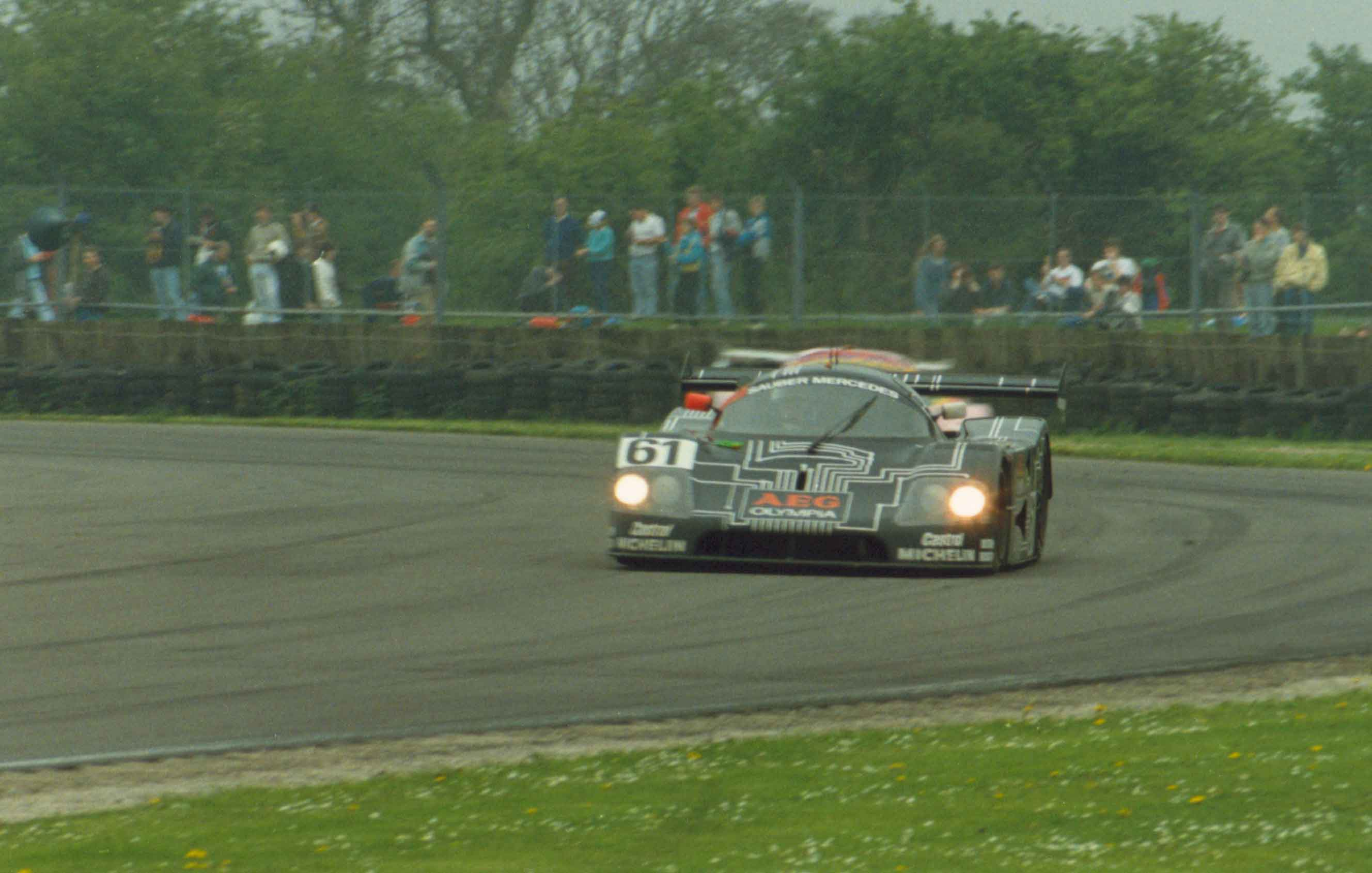
Sauber C9, Siegerwagen von Jean-Louis Schlesser und Jochen Mass, hier beim 1000-km-Rennen von Silverstone 1988

Das 33. 1000-km-Rennen auf dem Nürburgring, auch ADAC 1000 km Nürburgring, fand am 3. und 4. September 1988 auf dem Nürburgring statt und war der achte Wertungslauf der Sportwagen-Weltmeisterschaft dieses Jahres.

## Das Rennen
Zwei Wertungsläufe bei einer Veranstaltung waren der Versuch, mehr Zuschauerinteresse für das 1000-km-Rennen zu wecken. Für den ausrichtenden ADAC war das Rennen Mitte der 1980er-Jahre zu einer finanziellen Belastung geworden. Seit 1986 fand das 1000-km-Rennen nicht mehr auf der Nordschleife, sondern auf dem weitaus kürzeren Grand-Prix-Kurs statt. Viele langjährige Nürburgring-Besucher, die bei Rennen auf der Nordschleife oft schon Tage davor dort campierten, empfanden den Grand-Prix-Kurs als zu kurz und steril. Unabhängig vom Rundkurswechsel war das Zuschauerinteresse seit den 1970er-Jahren kontinuierlich zurückgegangen. 1987 zählte man am Renntag 15.000 Zuschauer, zu wenig, um ein Defizit des Veranstalters zu verhindern. 
Das Rennen war in zwei 500-km-Läufe geteilt, wovon einer am Samstagnachmittag und der zweite am Sonntag stattfand. Die Einzelergebnisse addierten sich zu einer Gesamtwertung. Das Konzept bewährte sich nicht und die Veranstalter sahen von einer Wiederholung ab. Der samstägliche Wertungslauf fand bei selbst für Nürburgringverhältnisse sehr schlechten äußeren Bedingungen statt. Es war kalt, regnete stark und gegen Rennende hüllte dichter Nebel die Strecke ein, sodass kaum mehr Zuschauer auf den Tribünen waren. Eine überforderte Rennleitung verursachte zusätzlich schlechte Stimmung im Fahrerlager. Laufsieger Jean-Louis Schlesser musste eine Runde mehr fahren (91 statt 90), da er zu spät abgewinkt wurde. Defekte Rücklichter blieben unbeanstandet und Manuel Reuter sowie Costas Los fuhren entgegen dem sportlichen Reglement, das Fahrerwechsel vorschrieb, den ersten Lauf solo zu Ende.
Am Sonntag hatte die Sauber-Box Besuch aus der Vorstandsebene von Daimler-Benz. Jürgen Hubbert, Werner Niefer und Kollegen sahen den Gesamtsieg von Jean-Louis Schlesser und Jochen Mass im Sauber C9 mit Mercedes-Benz M 117-Motor. Dahinter klassierten sich der Jaguar XJR-9 von Eddie Cheever und Martin Brundle sowie der Joest-Porsche 962 von Bob Wollek und Paolo Barilla.

## Ergebnisse

### Schlussklassement
| 1                  | C1 | 61  | Team Sauber Mercedes        | Jean-Louis Schlesser Jochen Mass                 | Sauber-Mercedes C9/88 | 200 |
| 2                  | C1 | 1   | Silk Cut Jaguar             | Eddie Cheever Martin Brundle                     | Jaguar XJR-9          | 199 |
| 3                  | C1 | 7   | Joest Racing                | Bob Wollek Paolo Barilla                         | Porsche 962C          | 196 |
| 4                  | C1 | 8   | Joest Racing                | Frank Jelinski Louis Krages                      | Porsche 962C          | 194 |
| 5                  | C1 | 6   | Brun Motorsport             | Manuel Reuter Jesús Pareja                       | Porsche 962C          | 193 |
| 6                  | C1 | 4   | Brun Motorsport             | Walter Brun Harald Huysman                       | Porsche 962C          | 192 |
| 7                  | C1 | 14  | Richard Lloyd Racing        | David Hobbs Martin Donnelly                      | Porsche 962C GTi      | 191 |
| 8                  | C1 | 2   | Silk Cut Jaguar             | Jan Lammers Johnny Dumfries                      | Jaguar XJR-9          | 186 |
| 9                  | C1 | 40  | Swiss Team Salamin          | Antoine Salamin Giovanni Lavaggi                 | Porsche 962C          | 182 |
| 10                 | C1 | 10  | Porsche Kremer Racing       | Bruno Giacomelli Volker Weidler                  | Porsche 962C          | 181 |
| 11                 | C1 | 5   | Brun Motorsport             | Bruno Giacomelli Uwe Schäfer                     | Porsche 962C          | 180 |
| 12                 | C2 | 106 | Kelmar Racing               | Vito Veninata Pasquale Barberio                  | Tiga GC288            | 176 |
| 13                 | C2 | 103 | Spice Engineering           | Thorkild Thyrring Almo Coppelli                  | Spice SE88C           | 175 |
| 14                 | C2 | 127 | Chamberlain Engineering     | John Williams Nick Adams Richard Jones           | Spice SE86C           | 175 |
| 15                 | C2 | 191 | PC Automotive               | Richard Piper Olindo Iacobelli                   | Argo JM19C            | 159 |
| 16                 | C2 | 121 | GP Motorsport               | Costas Los Wayne Taylor                          | Spice SE87C           | 158 |
| Nicht klassiert    |    |     |                             |                                                  |                       |     |
| 17                 | C2 | 198 | Roy Baker Racing            | John Sheldon Neil Crang                          | Tiga GC286            | 137 |
| Ausgefallen        |    |     |                             |                                                  |                       |     |
| 18                 | C2 | 109 | Kelmar Racing               | Maurizio Gellini Ranieri Randaccio               | Tiga GC288            | 137 |
| 19                 | C2 | 177 | Automobiles Louis Descartes | Dominique Lacaud Gérard Tremblay Louis Descartes | ALD 04                | 126 |
| 20                 | C2 | 124 | MT Sport Racing             | Pierre-François Rousselot Jean Messaoudi         | Argo JM19C            | 125 |
| 21                 | C1 | 20  | Davey Racing                | Tim Lee-Davey Tom Dodd-Noble Peter Oberndorfer   | Porsche 962C          | 110 |
| 22                 | C1 | 24  | Dollop Racing               | Jean-Pierre Frey Paolo Giangrossi                | Lancia LC2/88         | 99  |
| 23                 | C1 | 62  | Team Sauber Mercedes        | Mauro Baldi Stefan Johansson                     | Sauber-Mercedes C9/88 | 89  |
| 24                 | C2 | 160 | Günter Gebhardt Motorsport  | Hellmut Mundas Stefan Neuberger Rudi Seher       | Gebhardt JC873        | 89  |
| 25                 | C2 | 117 | Team Lucky Strike Schanche  | Fritz Glatz Robin Smith                          | Argo JM19C            | 86  |
| 26                 | C1 | 16  | Dauer Racing                | Jochen Dauer Franz Konrad                        | Porsche 962C          | 84  |
| 27                 | C2 | 183 | Walter Maurer               | Walter Maurer Helmut Gall Edgar Dören            | Maurer Lotec C87      | 80  |
| 28                 | C2 | 111 | Spice Engineering           | Ray Bellm Gordon Spice                           | Spice SE88C           | 75  |
| 29                 | C2 | 107 | Chamberlain Engineering     | Claude Ballot-Léna Jean-Louis Ricci              | Spice SE88C           | 63  |
| 30                 | C2 | 151 | Pierre-Alain Lombardi       | Pierre-Alain Lombardi Bruno Sotty                | Spice SE86C           | 36  |
| Nicht gestartet    |    |     |                             |                                                  |                       |     |
| 31                 | C1 | 1T  | Silk Cut Jaguar             | Martin Brundle Eddie Cheever                     | Jaguar XJR-9          | 1   |
| 32                 | C1 | 1oT | Porsche Kremer Racing       | Bruno Giacomelli Volker Weidler                  | Porsche 962 CK6       | 2   |
| Nicht qualifiziert |    |     |                             |                                                  |                       |     |
| 33                 | C2 | 182 | Pero Racing                 | Peter Fritsch Dieter Heinzelmann                 | Argo JM19             | 3   |

1 Trainingswagen
2 Trainingswagen
3 nicht qualifiziert

### Nur in der Meldeliste
Hier finden sich Teams, Fahrer und Fahrzeuge, die ursprünglich für das Rennen gemeldet waren, aber aus den unterschiedlichsten Gründen daran nicht teilnahmen.
| Pos. | Klasse | Nr. | Team                         | Fahrer                                     | Chassis      |
| ---- | ------ | --- | ---------------------------- | ------------------------------------------ | ------------ |
| 34   | C1     | 35  | Walter Lechner Racing School | Walter Lechner senior                      | Porsche 962C |
| 35   | C1     | 42  | Noel Del Bello Racing        | Bernard Santal Hervé Regout Noël del Bello | Sauber C8    |
| 36   | C2     | 115 | ADA Engineering              |                                            | ADA 03       |
| 37   | C1     | 125 | Patrick Oudet                | Patrick Oudet Jean-Claude Ferrarin         | Tiga GC85    |

### Klassensieger
| Klasse | Fahrer               | Fahrer            | Fahrzeug              | Platzierung im Gesamtklassement |
| ------ | -------------------- | ----------------- | --------------------- | ------------------------------- |
| C1     | Jean-Louis Schlesser | Jochen Mass       | Sauber-Mercedes C9/88 | Gesamtsieg                      |
| C2     | Vito Veninata        | Pasquale Barberio | Tiga GC288            | Rang 12                         |

### Renndaten
- Gemeldet: 37
- Gestartet: 30
- Gewertet: 17
- Rennklassen: 2
- Zuschauer: 15.000
- Wetter am Renntag: starker Regen und Nebel am Samstag, trocken am Sonntag
- Streckenlänge: 4,542 km
- Fahrzeit des Siegerteams: 5:53:00,600 Stunden
- Gesamtrunden des Siegerteams: 200
- Gesamtdistanz des Siegerteams: 904,400 km
- Siegerschnitt: 154,359 km/h
- Pole Position: Mauro Baldi – Sauber-Mercedes C9/88 (#62) – 1:24,920 = 192,548 km/h
- Schnellste Rennrunde: Jean-Louis Schlesser – Sauber-Mercedes C9/88 (#61) – 1:28,550 = 184,655 km/h
- Rennserie: 8. Lauf zur Sportwagen-Weltmeisterschaft 1988